# Albert Henze (Lehrer)
Albert Henze (* 12. Juni 1900 in Oedelsheim; † 1. Oktober 1994 in Lübeck) war ein deutscher Lehrer, Oberschulrat, Gauschulungsleiter und Senatsdirektor.

## Leben und Wirken
Albert Henze absolvierte eine Ausbildung zum Volksschullehrer an einem Lehrerseminar in Einbeck. Von 1920 bis 1933 arbeitete er in der Privatschule Borbis in Hamburg. Nachdem er 1923 in Schleswig als Externer die Reifeprüfung bestanden hatte, studierte er von 1923 bis 1929 an der Universität Hamburg. Hier belegte er die Studienfächer Deutsch, Geschichte, Erziehungswissenschaften und Philosophie und absolvierte eine Ausbildung zum Turn- und Sportlehrer. Henze gehörte seit 1923 der Wehrschaft und späteren Burschenschaft Askania Hamburg an. Er bestand das Staatsexamen und absolvierte eine praktische Ausbildung als Lehrer an drei höheren Schulen in Hamburg. Ab 1932 arbeitete er ein Jahr an der privaten Wahnschaff-Schule.
Henze trat zum 1. Oktober 1932 der NSDAP bei (Mitgliedsnummer 1.345.700). Nach der Machtergreifung erhielt er eine Stelle im staatlichen Schulwesen. Dreieinhalb Monate nachdem er diese angetreten hatte, wurde er zum Studienrat und Beamten auf Lebenszeit ernannt. Zum 1. Oktober 1933 hatte er eine Lehrstelle mit voller Stundenzahl inne und leitete stellvertretend die Gauführerschule der NSDAP in Hamburg. Die Nationalsozialisten übertrugen ihn am 1. April 1937 als abgeordnetem Oberlehrer die Leitung der Gauführerschule. In dieser Position nahm ihn die NSDAP 1939 in ihr Führerkorps auf.
Henze leistete einen insgesamt achtmonatigen Kriegsdienst und kehrte anschließend nach Hamburg zurück. Hier wurde er zum 1. Oktober 1940 Mitglied der Schulverwaltung, kurz darauf Oberschulrat und Senatsrat. Da der bisherige Leiter der Schulverwaltung, Karl Julius Witt, zu dieser Zeit zum Kriegsdienst eingezogen war, erhielt Henze vom Reichsstatthalter Karl Kaufmann weitreichende Befugnisse über Belange des Schulwesens in Hamburg. Henze, der als Antisemit galt, gab an das Lehrerkollegium die Anweisung aus, belastendes Material zusammenzustellen, das „die Niedertracht des Juden“ aufzeigen sollte. In enger Zusammenarbeit ging er von 1940 bis 1943 gemeinsam mit der Gestapo gegen die in Hamburg aktive Swing-Jugend vor. Viele Jugendliche, die in der Swing-Jugend tatsächlich oder vermutlich aktiv waren, wurden daraufhin der Schule verwiesen, festgenommen, verhört und gefoltert. Die Personen wurden in die Konzentrationslager Fuhlsbüttel und Moringen gebracht. Henze wies den Schulleitern des Johanneums und des Christianeums, in deren Schulen die Swing-Jugend besonders aktiv war, andere Stellen zu. Er besuchte mehrfach das Christianeum und wies Lehrer und Schüler persönlich an, verdächtige Personen zu melden.
Henze leitete die Schuldienststelle der Hitlerjugend. In dieser Position ordnete er an, dass der jeweilige HJ-Schulführer eine beratende Funktion bei der Beurteilung von Prüfungen und Ausleseverfahren seiner Mitschüler bekam. Somit sollte erreicht werden, dass die „außerschulische politische Einsatzbereitschaft der Prüflinge“ ausreichend beachtet wurde. Daraus folgte, dass Aktivitäten in der Hitlerjugend ein stärkeres Gewicht bei Beurteilungen hatten als schulischen Leistungen. Henze nutzte ein an Berufsschulen neu eingeführtes, ideologisches Fach mit dem Titel „Reichskunde“, um die Schüler politisch zu kontrollieren und überwachen. Henze gehörte zum engeren Kreis der Mitarbeiter von Gauleiter Karl Kaufmann, mit dem er befreundet war. Aus diesem Grund erhielt Henze aufgrund „besonderer Bewährung“ 1942 das Kriegsverdienstkreuz 2. Klasse ohne Schwerter. 1944 trat Henze der SS bei.
Nach Ende des Zweiten Weltkriegs verbrachte Henze drei Jahre in Haft. Seine nationalsozialistische Vergangenheit wurde in zwei Spruchkammerverfahren behandelt. Die Einschätzungen über Henzes Wirken waren überraschend wohlwollend. Er habe sich weder bereichert noch Personen angegriffen. Auch das Amt des Gauschulleiters und gegen Schüler und Jugendliche gerichtete Aktivitäten wurden ihm nicht zur Last gelegt. Henze kannte seit 1933 Konzentrationslager und deren Zweckbestimmung, wurde jedoch lediglich zu einer Geldstrafe von 1200 Mark verurteilt, die aber aufgrund der verbüßten Haftstrafe als abgegolten angesehen wurde. Rückblickend wertete Henze das Urteil als Freispruch. Zudem beurteilte er es als gravierendes Unrecht, dass er nach 1945 den Beamtenstatus nicht wiedererlangte, den er 1943 abgelegt hatte.
1952 vermittelte ein früherer Mitarbeiter des Reichsschulungsamts Henze eine Stelle an der Oberschule zum Dom. Hier lehrte Henze als Angestellter von 1952 bis 1975 und leitete die Bücherei der Schule. Er unterrichtete Deutsch, Geschichte und Sport. Zudem übernahm er Lehrtätigkeiten an einem Abendgymnasium und einer Fachschule des Bundesgrenzschutzes. Die Zeitschrift der Schule und die Personalbeurteilungen des Schulleiters beschreiben Henze als fleißig, einsatzbereit, liebenswert und stets hilfsbereit.
Albert Henze starb nach schwerer Krankheit im Oktober 1994 in einem Pflegeheim in Lübeck.
Laut dem Historiker Uwe Schmidt bezeichnete Henze nach 1945 die Übernahme der Amtsführung als Gauschulungsleiter als den entscheidenden Fehler seines Lebens. Die persönliche Vergangenheit habe er allerdings nie aufgearbeitet, so Schmidt. Gegen Lebensende hielt Henze sich selbst und seine Familie für Opfer des Nationalsozialismus.